# 叉额猛水蚤属
叉额猛水蚤属（学名：Cladorostrata）为大星猛水蚤科的一个属。

## 下属物种
本属包括以下物种：
- 短足叉额猛水蚤 Cladorostrata brevipoda
- 长足叉额猛水蚤 Cladorostrata longipoda Shen & Tai, 1963